# Kollation (Philologie)
Kollation oder Kollationierung (von lateinisch collatio „das Zusammentragen, Zusammenstellen, Vergleichen“, also: „Sammlung, Zusammenstellung“) ist eine Bezeichnung der Textkritik und Editionsphilologie für den genauen Abgleich von Texten hinsichtlich der Vollständigkeit und Richtigkeit. Von dem Begriff leitet sich das Kollationieren ab, womit Vollständigkeitsprüfungen in anderen Bereichen bezeichnet werden.
Es handelt sich bei untersuchten Texten um oft handschriftliche Ab- oder Reinschriften eines Originals oder entsprechend um Nachdrucke eines Druckwerks. Dazu werden die Varianten des Wortlauts aller Überlieferungsträger miteinander verglichen und die verschiedenen Lesarten, also die Varianten des Wortlauts gesammelt. Die Kollation bildet die Voraussetzung für die Textkritik, die dann entscheidet, welcher Text in der Edition abgedruckt werden soll, welcher ganz verworfen und welcher im textkritischen Apparat abgedruckt werden soll.
Die Kollation bildet weiterhin die Grundlage zur Beurteilung der Überlieferungsverhältnisse und der Verwandtschafts- und Abhängigkeitsbeziehungen der einzelnen Textzeugen (Filiation). 
Kriterien bei der Bildung von miteinander verwandten Überlieferungsgruppen sind:
- Trennfehler: Abweichungen, die wahrscheinlich machen, dass zwei Textzeugen durch die Fehlerquelle getrennt sind, schließen unmittelbare Verwandtschaft aus.
- Bindefehler: identische Fehler, die in zwei Textzeugen nicht unabhängig voneinander vorkommen können, zeigen unmittelbare Verwandtschaft an.

Auf die Kollation folgt in der Editionsphilologie die Emendation, bei der es im Schwerpunkt mehr um Fehlerkorrekturen, die Anpassung an aktuelle Rechtschreibregeln und einheitliche Schreibweisen geht als um inhaltliche Abweichungen wie etwa bei der Textkritik.